# Széll Kálmán tér

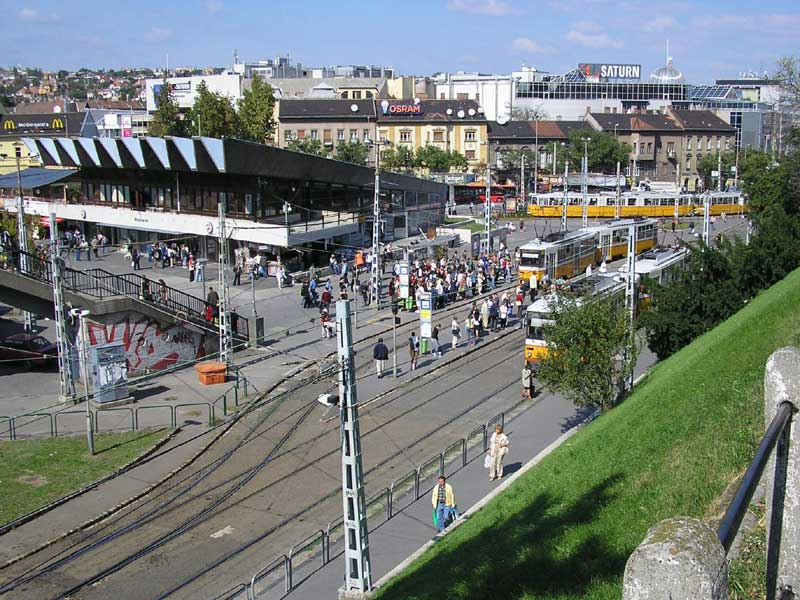
Széll Kálman tér - pohled přes náměstí do ulice Margit körút

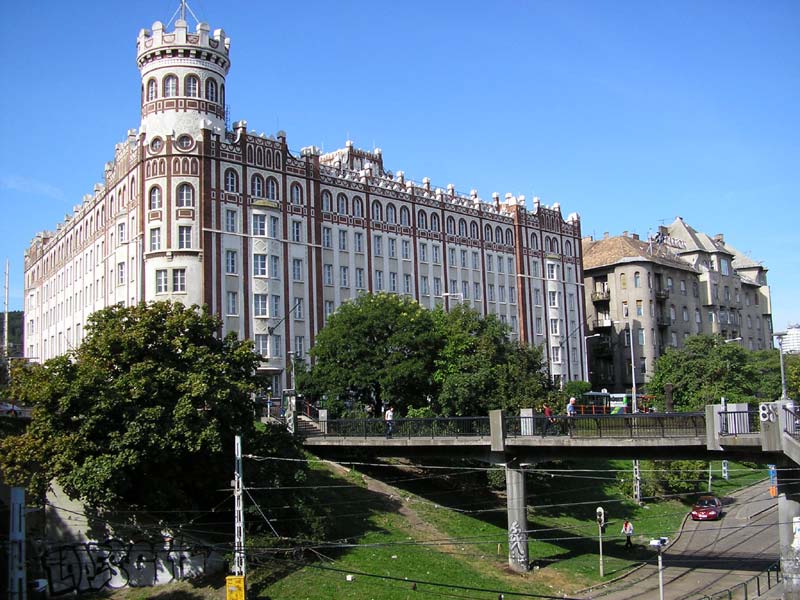
Széll Kálman tér - sídlo Maďarské pošty

Széll Kálmán tér (česky náměstí Kálmána Szélla) je rušné náměstí a dopravní křižovatka v Budapešti, na pravém břehu, nedaleko hradu a Dunaje. Leží mezi vrchy Rózsadomb a Várhegy na Budínském okruhu na křižovatce tříd Margit körút, Krisztina körút a Szilágyi Erzsébet fasor na rozhraní I., II. a XII. městského obvodu. Vlastní náměstí katastrálně přísluší II. městskému obvodu.

## Doprava
Nachází se tu velký terminál, na kterém je umožněn přestup mezi linkami tramvají, autobusů a metrem. Stanice Széll Kálman tér je nejhlubší v celé síti nachází se na lince M2. 
Jedná se jeden z nejrušnějších terminálů ve městě, srovnatelným s na jihu položeným Móricz Zsigmond körtér. Náměstím projíždějí tramvaje linek 4, 6, 17, 56, 56A, 59, 59A, 59B, 61 a autobusů linek 5, 16, 16A, 21, 21A, 22, 22A, 39, 91, 102, 116, 128, 129, 139, 140, 140A, 142, 149, 155, 156, 222. Náměstí je východiskem k turisticky atraktivním Budínským vrchům a také k Budínskému hradu (pěšky nebo autobusy 16, 16A a 116). Náměstí je také typické svými hodinami, které se staly oblíbeným místem pro schůzky. 
V roce 2001 vznikl také stejnojmenný film režiséra Ference Töröka.

## Historie
Původně bezejmenný prostor byl po 1. světové válce pojmenován Széll Kálmán tér po maďarském předsedovi vlády. V roce 1951 dostalo název Moszkva tér (Moskevské náměstí), který si udrželo i po pádu komunistického režimu v roce 1989 až do 9. listopadu 2011.